# Francia en los Juegos Europeos de Cracovia 2023
Francia participó en los Juegos Europeos de Cracovia 2023 con un equipo de 296 deportistas. Responsable del equipo nacional fue el Comité Nacional Olímpico y Deportivo Francés.

## Medallistas
El equipo de Francia obtuvo las siguientes medallas:
| Nombre | Deporte               | Competición                               |
| --- | --------------------- | ----------------------------------------- |
| Oro |                       |                                           |
| Ryan Zeze | Atletismo             | 200 m M                                   |
| Billal Bennama | Boxeo                 | Mosca (51 kg) M                           |
| Sofiane Oumiha | Boxeo                 | Ligero (63,5 kg) M                        |
| Amina Zidani | Boxeo                 | Pluma (57 kg) F                           |
| Dany | Breakdancing          | Individual M                              |
| Diego Fourbet | Escalada              | Dificultad M                              |
| Thomas Lemagner | Escalada              | Bloques M                                 |
| Camille Pouget | Escalada              | Dificultad F                              |
| Zélia Avezou | Escalada              | Bloques F                                 |
| Boladé Apithy Sébastien Patrice Maxime Pianfetti Tom Seitz                                                                                                 | Esgrima               | Sable por equipo M                        |
| Marie-Florence Candassamy Alexandra Louis-Marie Auriane Mallo Coraline Vitalis                                                                             | Esgrima               | Espada por equipo F                       |
| Manon Apithy-Brunet Sara Balzer Cécilia Berder Margaux Rifkiss                                                                                             | Esgrima               | Sable por equipo F                        |
| Anastasia Bayandina Ambre Esnault Mayssa Guermoud Claudia Janvier Romane Lunel Eve Planeix Charlotte Tremble Laura Tremble Manon Disbeaux Laura Gonzalez   | Natación sincronizada | Rutina acrobática                         |
| Marjorie Delassus Camille Prigent Emma Vuitton | Piragüismo en eslalon | K1 por equipos F                          |
| Clément Bessaguet | Tiro                  | Pistola rápida de fuego 25 m M            |
| Equipo | Tiro                  | Pistola rápida de fuego 25 m por equipo M |
| Félix Lebrun | Tenis de mesa         | Individual M                              |
| Plata |                       |                                           |
| Hilary Kpatcha | Atletismo             | Salto de longitud F                       |
| Christo Popov | Bádminton             | Individual M                              |
| Thom Gicquel Delphine Delrue | Bádminton             | Dobles mixto                              |
| Equipo | Baloncesto 3×3        | Torneo F                                  |
| Wassila Lkhadiri | Boxeo                 | Mosca (50 kg) F                           |
| Davina-Myrha Michel | Boxeo                 | Medio (75 kg) F                           |
| Anthony Jeanjean | Ciclismo BMX          | Parque M                                  |
| Marceau Garnier | Escalada              | Velocidad M                               |
| Zélia Avezou | Escalada              | Dificultad F                              |
| Alexandre Ediri Enzo Lefort Maxime Pauty Rafaël Savin | Esgrima               | Florete por equipo M                      |
| Anita Blaze Morgane Patru Pauline Ranvier Ysaora Thibus | Esgrima               | Florete por equipo F                      |
| Helvétia Taily | Karate                | Kata F                                    |
| Equipo | Pentatlón moderno     | Equipo M                                  |
| Alexis Jandard | Saltos                | Trampolín 1 m M                           |
| Jules Bouyer | Saltos                | Trampolín 3 m M                           |
| Camille Jedrzejewski | Tiro                  | Pistola 10 m F                            |
| Equipo | Tiro                  | Pistola 10 m por equipo F                 |
| Audrey Adiceom Lisa Barbelin Caroline Lopez | Tiro con arco         | Recurvo por equipos F                     |
| Amélie Julian | Teqball               | Individual F                              |
| Bronce |                       |                                           |
| Thibaut Collet | Atletismo             | Salto con pértiga M                       |
| Dylan Rigot Jeff Erius Ryan Zeze Jimmy Vicaut | Atletismo             | 4 × 100 m M                               |
| Nawal Meniker | Atletismo             | Salto de altura F                         |
| Mélina Robert-Michon | Atletismo             | Disco F                                   |
| Toma Popov | Bádminton             | Individual M                              |
| Christo Popov Toma Popov | Bádminton             | Dobles M                                  |
| Margot Lambert Anne Tran | Bádminton             | Dobles F                                  |
| Makan Traoré | Boxeo                 | Wélter (71 kg) M                          |
| Estelle Mossely | Boxeo                 | Ligero (60 kg) F                          |
| Laury Perez | Ciclismo BMX          | Parque F                                  |
| Alizée Agier | Karate                | Kumite –68 kg F                           |
| Messie Kubila | Muay thai             | –71 kg M                                  |
| Myriame Djedidi | Muay thai             | –61 kg F                                  |
| Laelys Alavez Anastasia Bayandina Ambre Esnault Mayssa Guermoud Romane Lunel Eve Planeix Charlotte Tremble Laura Tremble Oriane Jaillardon Claudia Janvier | Natación sincronizada | Equipo técnico                            |
| Titouan Castryck Boris Neveu Benjamin Renia | Piragüismo en eslalon | K1 por equipos M                          |
| Alexis Jandard | Saltos                | Trampolín 3 m M                           |
| Jules Bouyer Alexis Jandard | Saltos                | Trampolín 3 m sincro M                    |
| Cyrian Ravet | Taekwondo             | –58 kg M                                  |
| Souleyman Alaphilippe | Taekwondo             | –63 kg M                                  |
| Magda Wiet-Hénin | Taekwondo             | –67 kg F                                  |
| Althéa Laurin | Taekwondo             | –73 kg F                                  |
| Solène Avoulette | Taekwondo             | +73 kg F                                  |
| Alexis Lebrun | Tenis de mesa         | Individual M                              |
| Simon Gauzy Alexis Lebrun Félix Lebrun | Tenis de mesa         | Equipo M                                  |
| Hugo Rabeux | Teqball               | Individual M                              |
| Océanne Muller | Tiro                  | Rifle 10 m F                              |